# 博阿尔
博阿尔（西班牙語：Boal）是西班牙阿斯图里亚斯的一个市镇。总面积120平方公里，总人口2395人（2001年），人口密度20人/平方公里。